# Fishhook Ridge
Fishhook Ridge (englisch für Angelhakengrat) ist ein rund 100 m hoher Gebirgskamm an der Nordenskjöld-Küste des Grahamlands auf der Antarktischen Halbinsel. Er ragt auf der Ostseite der Sobral-Halbinsel auf.
Das UK Antarctic Place-Names Committee benannte ihn 1990 so, weil er in der Aufsicht an einen Angelhaken erinnert.